# Стёйвенберг, Алберт
Алберт Стёйвенберг (нидерл. Albert Stuivenberg; родился 5 августа 1970, Роттердам, Нидерланды) — нидерландский футболист и футбольный тренер.

## Клубная карьера
Алберт Стёйвенберг родился в Роттердаме и начал свою карьеру в академии своего местного клуба «Фейеноорд», но не смог пробиться в первую команду и переехал в «Харлем». Позднее он присоединился к клубу «Телстар», но в 1986 году порвал крестообразные связки, что стало причиной преждевременного завершения карьеры игрока в том же году.
После завершения карьеры игрока Стёйвенберг стал тренером и получил образование в спортивной академии ЦИОС в Овервене. В 1992 году он получил работу в качестве молодёжного тренера в своём бывшем клубе «Фейеноорд», где впоследствии стал наставником молодёжи в 1991 году.